# 72ª Squadriglia caccia
La 72ª Squadriglia caccia, trasformazione della precedente 3ª Squadriglia Aviatik, poi 72ª Squadriglia aeroplani, era un reparto da caccia del Regio Esercito, poi della Regia Aeronautica e dell'Aeronautica Militare.

## Storia

### Prima guerra mondiale
Nasce il 15 aprile 1916 dalla 3ª Squadriglia caccia sul campo di Brescia comandata dal capitano Gino Matteucci, altri 7 piloti, 4 SAML/Aviatik B.I ed una sezione di 2 Farman per azioni offensive in Trentino e la protezione di Brescia,
Nell'ambito del cambio dei nomi di tutte le squadriglie il reparto venne ridesignato 72ª Squadriglia aeroplani. 
Durante il mese di settembre la sezione Farman lascia la squadriglia ed in dicembre Matteucci cede il comando al capitano Leone Tappi.
Dal gennaio 1917 è inquadrata nel III Gruppo (poi 3º Gruppo caccia terrestre) ed arrivano altri 3 piloti e vari mitraglieri tra cui Giuseppe Burei.
Da febbraio sette SAML S.1 sostituiscono gli Aviatik spostandosi all'aeroporto di Ghedi, dal 10 aprile viene inquadrata nel 9º Gruppo caccia tornando al III Gruppo il 10 maggio e dal 22 maggio il comando viene assunto dal capitano Teresio Ferrè dopo la morte per abbattimento di Tappi.
Il 1º agosto vi sono 9 piloti e 3 osservatori tra cui il Cap. Pietro Pinna Parpaglia ed il 30 agosto si sposta a Castenedolo (poi Aeroporto di Brescia-Montichiari).
Il 20 settembre 1917 la 72ª Squadriglia diventa la 120ª Squadriglia ed il 22 ottobre 1917 la 72ª Squadriglia viene nuovamente formata sull'aeroporto di Castenedolo, con il personale ed il materiale di due sezioni della 75ª Squadriglia caccia al comando interinale del tenente Giuseppe Rigoni con i Nieuport 11.
Il 1º dicembre 1917 l’unità lascia il III Gruppo e passa alle dipendenze del IX e poi all'inizio del 1918 riceve 11 Hanriot HD.1 che si aggiungono a 5 Nieuport e 2 Farman dedicati alla caccia notturna su Brescia. 
Al 15 dicembre, tra i 13 piloti, vi erano il tenente Sebastiano Bedendo ed il tenente Natale Palli ed alla fine di dicembre Rigoni cede la guida del reparto al capitano Mario Omizzolo.
Il 1º aprile 1918 la sezione Farman si sposta alla 37ª Squadriglia del 20º Gruppo.
Il 18 marzo il pilota soldato Ezio Franzi abbatte un Hansa-Brandenburg con il Sergente Celestino Giordanino sul Monte Baldo, sempre sul Baldo il 21 marzo Franzi abbatte un Hansa-Brandenburg C.I ed il 13 maggio Franzi ottiene la terza vittoria a Stenico su un caccia (sarà decorato con la Medaglia d'argento al Valor Militare) ma lo stesso giorno su Hanriot viene colpito al motore e deve atterrare vicino a Pinzolo nelle linee austriache.
Il 15 maggio la Squadriglia ha 15 piloti ed è dotata di 18 Hanriot, 1 Nieuport e lo SPAD S.VII. 
Con questi velivoli prende parte alla battaglia del solstizio nel giugno del 1918. 
Dal 17 luglio la squadriglia fa parte del nuovo XXIV Gruppo ed il 7 settembre Omizzolo cede il comando al capitano Renato Tasselli.
Dal 25 settembre viene chiuso il XXIV Gruppo e passa alle dipendenze del XX Gruppo ed il 16 ottobre la Squadriglia entra nel 17º Gruppo caccia trasferendosi a Quinto di Treviso prendendo parte alla battaglia di Vittorio Veneto.
Durante la prima guerra mondiale, la 72ª effettua 1.358 voli di guerra e sostiene 61 combattimenti aerei, guadagnandosi 7 medaglie d'argento e 6 di bronzo al valor militare. Fu sciolta il 10 dicembre 1918 quando era dotata di 20 Hanriot per 19 piloti.

### Regia Aeronautica
Nel novembre del 1923 fu ricostituita all'Aeroporto di Udine-Campoformido nell'ambito del 6º Gruppo caccia del 1º Stormo, con velivoli Hanriot HD.1 della Regia Aeronautica.
Nel 1924 passò alle dipendenze del 17º Gruppo caccia, con cui rimarrà definitivamente. Nel periodo tra le due guerre mondiali il reparto impiegò velivoli Fiat C.R.20 e C.R.32 (dal 1935).

### Seconda guerra mondiale

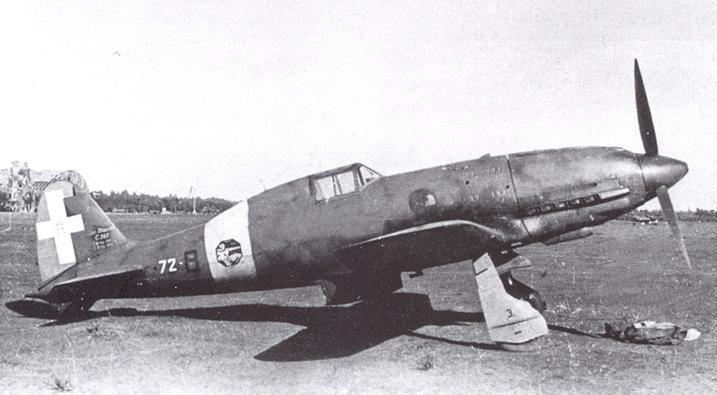
Macchi M.C.202 della 72ª Squadriglia caccia.

Nel giugno del 1940 la squadriglia è in Sicilia dove è impiegata nella scorta dei bombardieri che operano su Malta, dapprima con base all'Aeroporto di Trapani-Chinisia, poi all'Aeroporto di Palermo-Boccadifalco, e dall'estate all'Aeroporto di Comiso. I 9 velivoli C.R.32 furono dapprima sostituiti con i più moderni Fiat C.R.42, poi con i Macchi M.C.200. Tra i suoi piloti vi era anche il Tenente Pietro Calistri.
Nel giugno 1941 la squadriglia rientrò a Campoformido dove, in ottobre, inizia a ricevere i nuovi Macchi M.C.202, con i quali, dal 25 novembre 1941, si trasferisce in Africa Settentrionale Italiana.
Nell'ottobre 1942 è all'Aeroporto di Roma-Ciampino, per la difesa della capitale e per fronteggiare le operazioni di sbarco alleate in Nord Africa. Il 20 giugno 1943 rientrò senza velivoli ad Osoppo, dove, sorpresa dall'armistizio, fu nuovamente soppressa.
Di nuovo ricostituita senza velivoli all'Aeroporto di Treviso-Istrana il 1º febbraio 1956, alle dipendenze del 17º Gruppo caccia Ognitempo, che nel maggio seguente viene inquadrato nel nuovo 1º Stormo caccia Ognitempo. Nel settembre dello stesso anno riceve i primi velivoli Fiat F-86K, con i quali riprende le attività di volo che perdureranno fino al 1º maggio 1959, quando il reparto viene nuovamente sciolto, cedendo distintivo e tradizioni alla 1ª Squadriglia intercettori teleguidati del 3º Gruppo I.T., che diventerà poi, verso la fine dell'anno, la 72ª Squadriglia I.T. (poi 72º Gruppo I.T.) sul sedime compreso tra i comuni di Bovolone, Isola Rizza ed Oppeano (VR).
Lo stemma della 72ª Squadriglia caccia adottò, come primo stemma, il Leone di San Marco rosso sovrapposto o accostato alla coccarda tricolore. In seguito, probabilmente dopo la ricostituzione del 1923, fu adottato un Leone rampante rosso in campo bianco.
Nel passato il leone nero rampante era anche il simbolo della 4ª Squadriglia sull'Aviosuperficie di Ca' degli Oppi di Oppeano.